# Zeria sagittaria
Zeria sagittaria är en spindeldjursart som först beskrevs av Pocock 1900.  Zeria sagittaria ingår i släktet Zeria och familjen Solpugidae. Inga underarter finns listade i Catalogue of Life.